# Serigim
Serigim (hebr. שריגים) – wieś położona w samorządzie regionu Matte Jehuda, w Dystrykcie Jerozolimy, w Izraelu.
Leży w górach Judei.

## Historia
Osada została założona w 1960 jako rolniczy moszaw. W późniejszych latach został przekształcony w wioskę.

## Komunikacja
Przy wiosce przebiega droga ekspresowa nr 38  (Sza’ar ha-Gaj–Bet Guwrin).